# Hina Khan
Hina Khan (sinh ngày 2 tháng 10 năm 1987 tại Srinagar, Jammu và Kashmir, Ấn Độ) là một nữ diễn viên, nhà sản xuất và người mẫu người Ấn Độ tham gia các bộ phim bằng tiếng Hindi. Là một trong những nữ diễn viên truyền hình được trả lương cao nhất tại Ấn Độ, cô được biết đến qua vai diễn Akshara Maheshwari Singhania trong bộ phim Tình yêu diệu kỳ. Cô đã ba lần đoạt giải thưởng Hàn lâm Truyền hình Ấn Độ, ba lần đoạt giải thưởng Truyền hình Ấn Độ và 6 lần đoạt Giải Vàng.
Cô từng giành ngôi á quân ở mùa thứ 8 của chương trình truyền hình thực tế Fear Factor: Khatron Ke Khiladi và mùa thứ 11 của chương trình Bigg Boss 11. Cô cũng từng vào vai diễn phản diện Komolika Chaubey trong bộ phim truyền hình Kasautii Zindagii Kay, lên sóng năm 2018.

## Tiểu sử
Hina Khan sinh ngày 2 tháng 10 năm 1987 tại Srinagar, Jammu và Kashmir, Ấn Độ trong một gia đình theo đạo Hồi ở Kashmir, có cha là Aslam Khan. Em trai của cô tên là Aamir Khan, chủ sở hữu của một đại lý du lịch. Cô từng tốt nghiệp ngành Quản trị Kinh doanh tại Trường Quản lý Học viện Trung ương của Đại tá ở Gurgaon vào năm 2009.

## Đời tư
Cô hẹn hò với nhà sản xuất của bộ phim Tình yêu diệu kỳ Rockey Jaiswal vào năm 2014. Trong mùa thứ 11 của chương trình Bigg Boss, cô tiết lộ đã từng mắc bệnh hen suyễn khi đang tham gia mùa thứ 8 của chương trình Fear Factor: Khatron Ke Khiladi. Vào tháng 6 năm 2024, cô xác nhận thông tin trên Instagram là được chẩn đoán mắc căn bệnh ung thư vú giai đoạn 3 và đang trong quá trình điều trị.

## Sự nghiệp

### Khởi đầu sự nghiệp và nổi tiếng nhờ vai diễn trong bộ phimTình yêu diệu kỳ(2008–2019)

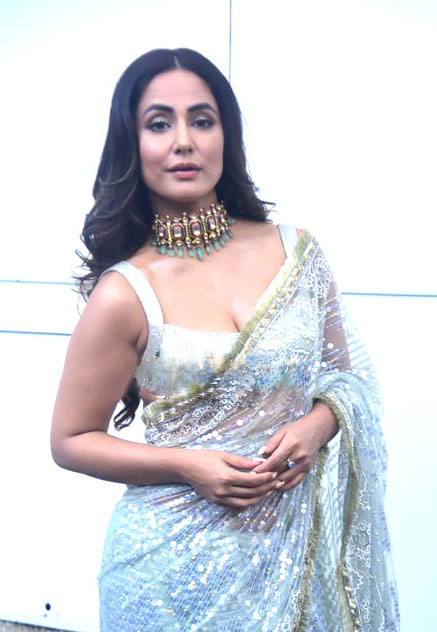
Hina Khan trong phiên bản OTT của chương trình Bigg Boss

Năm 2008, Hina Khan từng tham dự chương trình truyền hình thực tế Thần tượng Âm nhạc Ấn Độ và dừng chân ở Top 30. Khi đang học đại học ở Mumbai, cô tham gia buổi thử vai cho bộ phim Tình yêu diệu kỳ do bị bạn bè ép buộc và đã được lựa chọn để vào vai. Cô chuyển sang sinh sống ở Mumbai vào năm 2009 và có vai chính đầu tay trong bộ phim truyền hình Tình yêu diệu kỳ với vai diễn Akshara Maheshwari Singhania. Sau 8 năm, vào năm 2016, cô chia tay đoàn phim để vào những vai diễn khác. Diễn xuất của cô trong bộ phim này đã được nhiều nhà phê bình đánh giá tích cực và giúp cô giành được nhiều giải thưởng.
Năm 2017, cô tham dự mùa thứ 8 của chương trình Fear Factor: Khetron Ke Khiladi và giành ngôi vị á quân 1 của chương trình. Cùng năm đó, cô tham dự mùa thứ 11 của chương trình Bigg Boss và giành ngôi vị á quân 1 sau 105 ngày ở trong ngôi nhà chung của chương trình.
Cuối tháng 2 năm 2018, cô hoàn tất những cảnh quay cuối cùng trong một bộ phim ca nhạc cùng với nam ca sĩ Sonu Thukral, dự kiến sẽ ra mắt vào tháng 3 cùng năm. Vào ngày 31 tháng 3, cô tham gia đóng phim ngắn về đề tài kỹ thuật số mang tên Smartphone và đóng chung với Kunaal Roy Kapur. Vào tháng 7 năm 2018, cô tham gia bộ phim ca nhạc Bhasoodi của nam ca sĩ Sonu Thukral.  Vào tháng 10 năm 2018, cô đảm nhận vai diễn phản diện Komolika Choubey trong bộ phim Kasautii Zindagii Kay, nhưng sau đó cô chia tay đoàn làm phim vào tháng 4 năm 2019 và vai diễn này được thay thế bởi Aamna Sharif. Cũng trong năm đó, cô tham gia bộ phim điện ảnh đầu tay trong sự nghiệp mang tên Lines và đóng chung với Farida Jalal.

### Mở rộng và phát triển sự nghiệp (2019–nay)

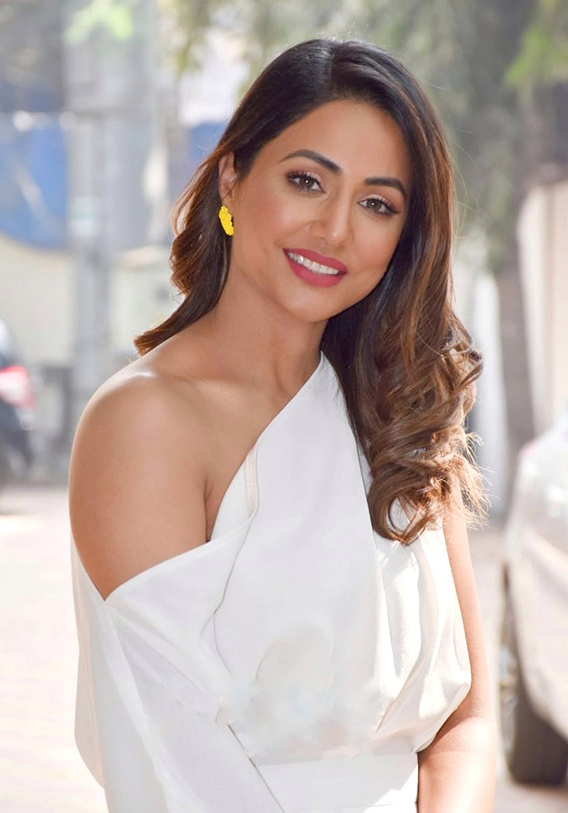
Hina Khan trong buổi họp báo ra mắt bộ phim Hacked vào năm 2020

Vào ngày 2 tháng 1 năm 2019, cô ký hợp đồng tham gia bộ phim ngắn Soulmate và đóng chung với Vivan Bhatena. Vào tháng 5 cùng năm, cô tham gia bộ phim ngắn Wish List và đóng chung với Jitendra Rai. Vào tháng 9, cô vào vai Gosha trong bộ phim điện ảnh The Country of the Blind (tạm dịch: Đất nước của người mù). Cùng tháng đó, cô tham gia phần 2 của bộ phim tâm lý tội phạm mang tên Damaged.
Vào đầu năm 2020, cô tham gia bộ phim kinh dị ZEE5 và đóng chung với Kushal Tandon. Cô vào vai diễn khách mời trong phần 5 của bộ phim Tình người kiếp rắn và đóng chung với Dheeraj Dhoopar và Mohit Malhotra. Vào tháng 2 năm 2020, cô tham gia siêu phẩm Bollywood mang tên Hacked và đóng chung với Sid Makkar. Vào tháng 5 năm 2021, cô tham gia bộ phim ca nhạc Patthar Wargi và đóng chung với Tanmay Ssingh. Một tháng sau đó, cô tham gia bộ phim ca nhạc Baarish Ban Jana được ghi hình ở Kashmir và đóng chung với Shaheer Sheikh. Ca khúc được trình bày bởi Stebin Ben và Payal Dev.

## Sự nổi tiếng trong giới truyền thông

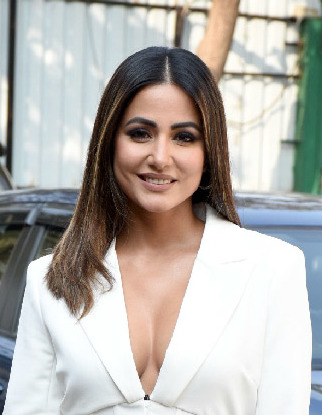
Hina Khan vào năm 2022

Hina Khan đã khẳng định vị thế là một nữ diễn viên hàng đầu và là một trong những nữ diễn viên truyền hình được trả lương cao nhất tại Ấn Độ. Cô từng xếp hạng 4 trong danh sách 10 nữ diễn viên truyền hình do Rediff công bố vào năm 2014 và giành được danh hiệu Sher Khan trong mùa thứ 11 của chương trình Bigg Boss.
Cô từng lọt vào Top 50 người phụ nữ quyến rũ nhất châu Á do tạp chí Eastern Eye công bố vào các năm 2013, 2014, 2015, 2016, 2017 và top 35 Nữ diễn viên nóng bỏng nhất trên sóng truyền hình Ấn Độ do trang web MensXP.com công bố. Vào năm 2018, cô là nạn nhân của một trò đùa trên mạng xã hội khi đăng hình ảnh một chú gấu bông tên Pooh của cô để giúp bạn thân là Luv Tyagi vượt qua thử thách trong mùa thứ 11 của chương trình Bigg Boss.
Cô nhận giải thưởng "Diva phong cách nhất trong ngành công nghiệp điện ảnh" tại lễ trao Giải Vàng lần thứ 11. Xuất hiện trên trang bìa tạp chí FHM India ra số tháng 12 năm 2018. Ngoài ra, cô đã lọt vào danh sách 20 người phụ nữ được khao khát nhất trên sóng truyền hình Ấn Độ do tạp chí The Times of India công bố vào các năm 2018 và 2019. Cùng thời gian đó, cô được tạp chí The Times of India đưa vào danh sách 50 người phụ nữ được khao khát nhất, khi xếp thứ 18 vào năm 2018 và xếp thứ 29 vào năm 2019. Cô đã tham dự mùa 10 của chương trình Bigg Boss với tư cách là tham luận viên để đồng hành và hỗ trợ cho Rohan Mehra.

## Danh sách tác phẩm

### Phim điện ảnh
| Films that have not yet been released | Biểu thị những tác phẩm chưa được khởi chiếu |

| Năm  | Tác phẩm              | Vai diễn       | Ghi chú                                     | Tham khảo |
| ---- | --------------------- | -------------- | ------------------------------------------- | --------- |
| 2020 | Smartphone            | Suman          | Phim ngắn                                   | [ 65 ]    |
| 2020 | Hacked                | Sameera Khanna |                                             | [ 66 ]    |
| 2020 | Unlock                | Suhani         |                                             | [ 67 ]    |
| 2020 | Wishlist              | Shalini        | Kiêm đồng sản xuất                          | [ 68 ]    |
| 2021 | Lines                 | Nazia          | Kiêm đồng sản xuất                          | [ 69 ]    |
| 2024 | Shinda Shinda No Papa | Nikki          | Phim bằng tiếng Punjab                      | [ 70 ]    |
| TBA  | Country of Blind      | TBA            | Phim song ngữ Hindi–Anh; kiêm đồng sản xuất | [ 71 ]    |

### Phim và chương trình truyền hình
| Năm       | Tác phẩm                                 | Vai diễn                     | Ghi chú                        | Tham khảo |
| --------- | ---------------------------------------- | ---------------------------- | ------------------------------ | --------- |
| 2008      | Thần tượng Âm nhạc Ấn Độ                 | Thí sinh                     | Vòng Audition – Top 30         | [ 18 ]    |
| 2009–2016 | Tình yêu diệu kỳ                         | Akshara Maheshwari Singhania |                                | [ 72 ]    |
| 2017      | Fear Factor: Khatron Ke Khiladi (mùa 8)  | Thí sinh                     | Á quân 1                       | [ 73 ]    |
| 2017–2018 | Bigg Boss (mùa 11)                       | Thí sinh                     | Á quân 1                       | [ 74 ]    |
| 2018–2019 | Kasautii Zindagii Kay                    | Komolika Chaubey Basu        |                                | [ 75 ]    |
| 2020      | Xà nữ tái sinh                           | Nageshvari/Sarvashreshtha    | Vai diễn mở rộng               | [ 76 ]    |
| 2020      | Bigg Boss 14                             |                              |                                | [ 77 ]    |
| 2022      | Shadyantra                               | Natasha                      | Phát trên nền tảng Zee Theatre | [ 78 ]    |
| 2023      | Fear Factor: Khatron Ke Khiladi (mùa 13) | Người đưa ra thử thách       |                                | [ 79 ]    |

#### Với tư cách là khách mời
| Năm  | Tác phẩm                           | Vai diễn                     | Tham khảo                   |
| ---- | ---------------------------------- | ---------------------------- | --------------------------- |
| 2009 | Kayamath                           | Akshara Maheshwari           |                             |
| 2009 | Karam Apnaa Apnaa                  | Akshara Maheshwari           |                             |
| 2009 | Kumkum – Ek Pyara Sa Bandhan       | Akshara Maheshwari           |                             |
| 2009 | Sabki Laadli Bebo                  | Akshara Maheshwari           |                             |
| 2009 | Tujh Sang Preet Lagai Sajna        | Akshara Maheshwari           |                             |
| 2009 | Kasturi                            | Akshara Maheshwari           |                             |
| 2009 | Kis Desh Mein Hai Meraa Dil        | Akshara Maheshwari           |                             |
| 2009 | Raja Ki Aayegi Baraat              | Akshara Maheshwari           |                             |
| 2009 | Perfect Bride                      | Akshara Maheshwari           |                             |
| 2010 | Sapna Babul Ka... Bidaai           | Akshara Maheshwari           |                             |
| 2010 | Sasural Genda Phool                | Akshara Maheshwari           |                             |
| 2011 | Chand Chupa Badal Mein             | Akshara Maheshwari           |                             |
| 2011 | Chef Pankaj Ka Zayka               | Akshara Maheshwari           | [ 80 ]                      |
| 2011 | Iss Pyaar Ko Kya Naam Doon?        | Akshara Maheshwari           |                             |
| 2012 | Saath Nibhaana Saathiya            | Akshara Maheshwari           |                             |
| 2012 | Teri Meri Love Stories             | Akshara Maheshwari           |                             |
| 2012 | Ek Hazaaron Mein Meri Behna Hai    | Akshara Maheshwari           |                             |
| 2013 | Masterchef - Kitchen Ke Superstars | Chính mình                   | [ 81 ]                      |
| 2013 | Nach Baliye 6                      | Chính mình                   |                             |
| 2014 | Yeh Hai Mohabbatein                | Akshara Maheshwari Singhania |                             |
| 2015 | Tere Sheher Mein                   | Akshara Maheshwari Singhania |                             |
| 2015 | Vợ tôi là cảnh sát                 | Akshara Maheshwari Singhania |                             |
| 2015 | Comedy Classes                     | Chính mình                   |                             |
| 2016 | Bahu Hamari Rajni Kant             | Neha Khanna                  |                             |
| 2016 | Bigg Boss (mùa 10)                 | Chính mình                   | [ 63 ]                      |
| 2016 | Box Cricket League (mùa 2)         | Chính mình                   | [ 82 ]                      |
| 2017 | Waaris                             | Chính mình                   | [ 83 ]                      |
| 2017 | India Banega Manch                 | Chính mình                   |                             |
| 2017 | Bhaag Bakool Bhaag                 | Chính mình                   |                             |
| 2018 | Roop - Mard Ka Naya Swaroop        | Chính mình                   |                             |
| 2018 | Bepannah                           | Chính mình                   |                             |
| 2018 | Bigg Boss (mùa 12)                 | Chính mình                   | [ 84 ] [ 85 ]               |
| 2018 | Kanpur Wale Khuranas               | Chính mình                   | [ 86 ]                      |
| 2019 | Khatra Khatra Khatra               | Chính mình                   | [ 87 ]                      |
| 2019 | Bigg Boss (mùa 13)                 | Chính mình                   | [ 88 ] [ 89 ] [ 90 ] [ 91 ] |
| 2019 | Kitchen Champion                   | Chính mình                   | [ 92 ]                      |
| 2021 | Pandya Store                       | Chính mình                   | [ 93 ]                      |
| 2021 | MTV Forbidden Angels               | Chính mình                   |                             |
| 2021 | Bigg Boss OTT                      | Chính mình                   | [ 94 ]                      |
| 2021 | Bigg Boss (mùa 15)                 | Chính mình                   | [ 95 ]                      |
| 2022 | Swayamvar – Mika Di Vohti          | Chính mình                   |                             |

### Phim chiếu mạng
| Năm  | Tác phẩm | Vai diễn    | Ghi chú | Tham khảo |
| ---- | -------- | ----------- | ------- | --------- |
| 2020 | Damaged  | Gauri Batra | Mùa 2   | [ 96 ]    |
| 2024 | Namacool | Rubiya      |         | [ 97 ]    |

### Phim ca nhạc
| Năm  | Tác phẩm           | Ca sĩ                        | Tham khảo       |
| ---- | ------------------ | ---------------------------- | --------------- |
| 2018 | Bhasoodi           | Sonu Thukral                 | [ 27 ]          |
| 2019 | Raanjhana          | Arijit Singh                 | [ 98 ]          |
| 2020 | Humko Tum Mil Gaye | Naresh Sharma, Vishal Mishra | [ 99 ]          |
| 2021 | Bedard             | Stebin Ben                   | [ 100 ]         |
| 2021 | Patthar Wargi      | Ranveer                      | [ 101 ] [ 102 ] |
| 2021 | Baarish Ban Jaana  | Payal Dev, Stebin Ben        | [ 103 ]         |
| 2021 | Main Bhi Barbaad   | Yasser Desai                 | [ 104 ]         |
| 2021 | Mohabbat Hai       | Stebin Ben                   | [ 105 ]         |
| 2022 | Runjhun            | Vishal Mishra                | [ 106 ]         |
| 2023 | Barsaat Aa Gayi    | Shreya Ghoshal, Stebin Ben   | [ 107 ]         |
| 2024 | Halki Halki Si     | Asees Kaur, Saaj Bhatt       | [ 108 ]         |